# Dub velkokvětý
Dub velkokvětý  (Quercus macranthera) je opadavý strom dorůstající výšky až 30 metrů. Pochází z kavkazské oblasti a v Česku je občas pěstován jako okrasná dřevina.

## Charakteristika
Dub velkokvětý je opadavý strom dorůstající výšky 25 až 30 metrů. Koruna je rozložitá, široce kuželovitá a hluboce zavětvená. Letorosty jsou silné, žlutošedě plstnaté, až ve druhém roce pozvolna olysávající. Koncové zimní pupeny jsou šedavě plstnaté, asi 2 cm dlouhé. Listy jsou obvejčité, poněkud kožovité. Čepel listů je 6 až 20 cm dlouhá a 3 až 13 cm široká, na bázi zúžená, uťatá až téměř srdčitá, na vrcholku zakulacená až tupá. Na každé straně čepele je 7 až 12 laloků, největší laloky jsou uprostřed délky čepele. Listy jsou svrchu tmavě zelené a chlupaté pouze na žilkách, na rubu šedě nebo žlutošedě plstnaté. Řapíky jsou 1 až 2 cm dlouhé. Na podzim se listy zbarvují do hnědočervených odstínů. Palisty jsou až 15 mm dlouhé. Samčí květenství je 10 až 15 cm dlouhé, s až 1,5 mm velkými prašníky. Žaludy jsou přisedlé, po 1 až 5, vejcovitě elipsoidní, 16 až 25 mm dlouhé, až do poloviny kryté číškou s čárkovitými šupinami.

## Rozšíření
Dub velkokvětý je rozšířen na Kavkaze, v severním Íránu a Arménii. Roste v horských lesích, kde dosahuje i horní hranice lesa. Na půdu je nevybíravý, preferuje však sušší stanoviště.

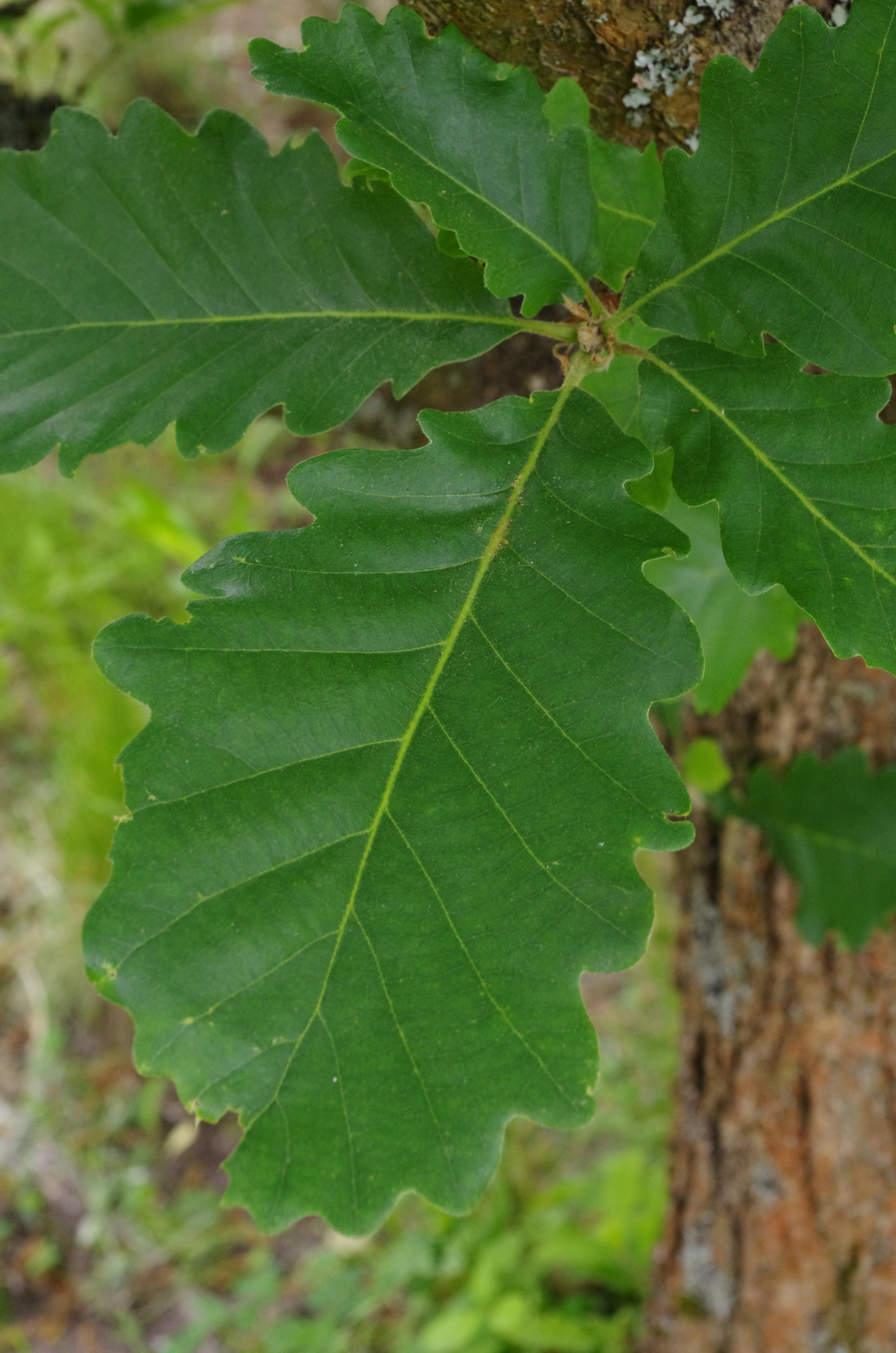
Listy dubu velkokvětého
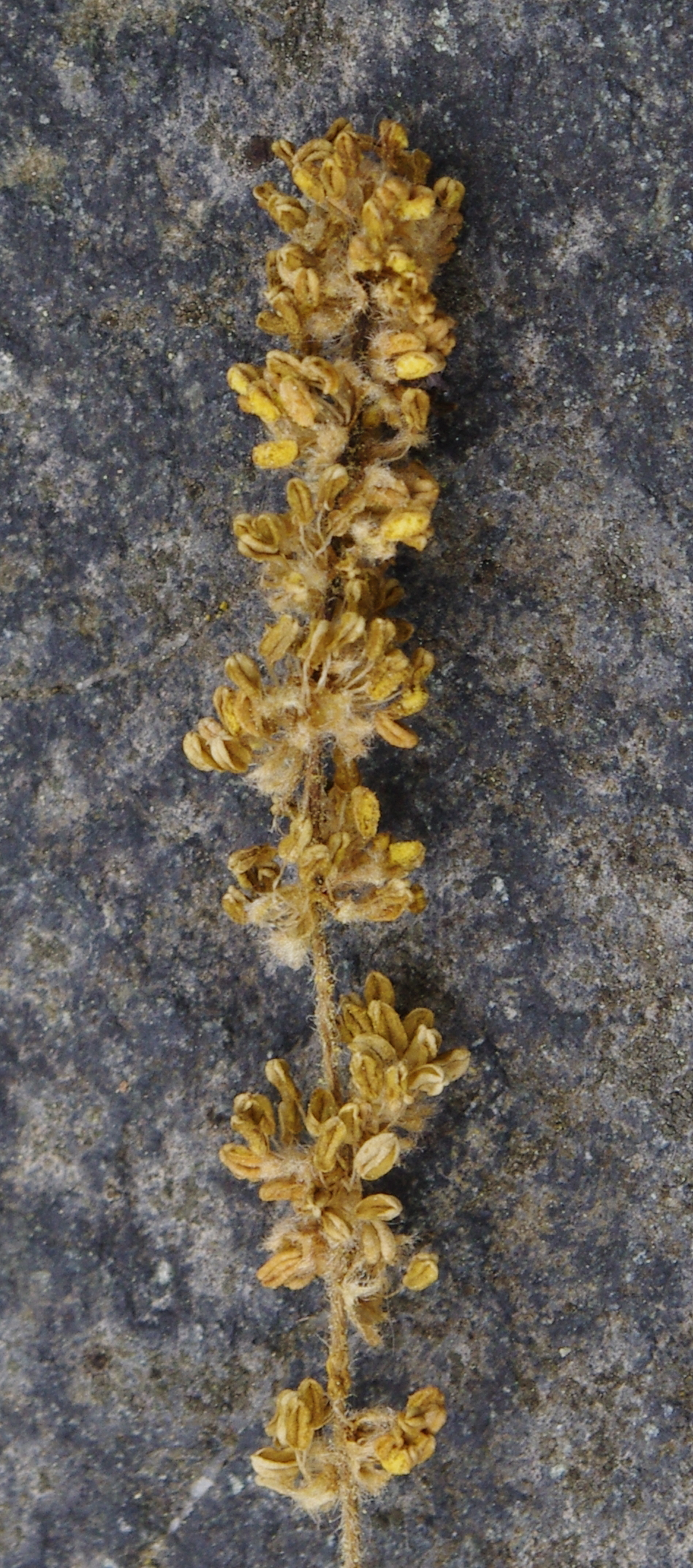
Samčí květenství dubu velkokvětého
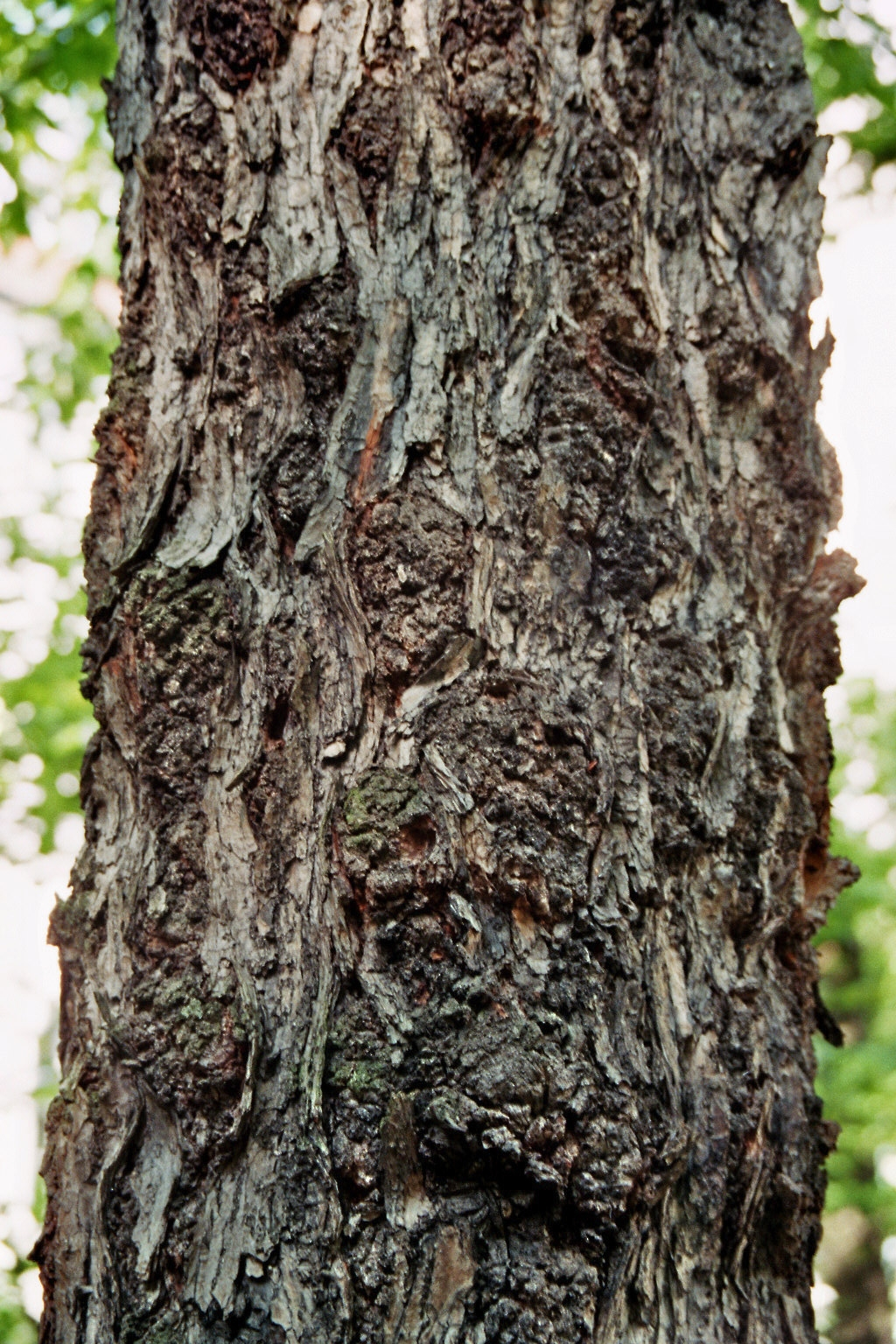
Detail kmene dubu velkokvětého

## Význam
Dub velkokvětý je v Česku pěstován jako poměrně rychle rostoucí okrasná dřevina zejména v zámeckých arboretech. Je vysazen v Průhonickém parku, Dendrologické zahradě v Průhonicích,  v zámeckém parku Sychrov, Líšno, Konopiště, Orlík, Zruč nad Sázavou a Klášterec n. Ohří a v Botanické zahradě a arboretu MU v Brně.